# 裂舌垂头菊
裂舌垂头菊（学名：Cremanthodium trilobum）是菊科垂头菊属的植物，为中国的特有植物。分布在中国大陆的西藏等地，生长于海拔3,700米至4,300米的地区，多生在山坡徙岩，目前尚未由人工引种栽培。